# Lothar Barck
Lothar Hermann Heinrich Barck (geboren 15. Januar 1880 in Danzig; gestorben 1. Januar 1957 in München) war ein deutscher Staatswissenschaftler. Als Ministerialrat war er Leiter der Polizeiabteilung im Badischen Ministerium des Inneren.

## Leben
Er war der Sohn des Danziger Bankdirektors Johannes Barck und dessen Ehefrau Alice geborene Behrent. Nach dem Besuch des Gymnasiums studierte Lothar Bark an den Universitäten Freiburg im Breisgau, München und Heidelberg sowie an den Technischen Hochschulen Karlsruhe und München. Er promovierte zum Dr. oec. publ. Er war Mitglied der Studentenverbindung AV Palato-Sinapia Karlsruhe.
Nach einem Rechtspraktikum wurde er Regierungsassistent und später Polizeiamtmann in Baden-Baden. Er ging einige Jahre als Regierungsrat in die Reichshauptstadt Berlin. Nach Baden zurückgekehrt wurde er Oberregierungsrat und später Ministerialrat im Badischen Ministerium des Innern. Als solcher war er der Organisator des badischen Sicherheitswesens in der Weimarer Republik. Er gilt als „einer der ersten Vorkämpfer weiblicher Polizei in Deutschland und der Schöpfer der badischen Frauenpolizei“.
Er war Mitglied der 1933 aufgelösten Deutschen Demokratischen Partei. Im April 1933 wurde er aufgrund des § 4 des Gesetzes zur Wiederherstellung des Berufsbeamtentums aus dem badischen Staatsdienst entlassen, zumal ihm außerdem das polizeiliche Vorgehen gegen Nationalsozialisten in der Zeit vor 1933 vorgeworfen wurde. Im Mai 1944 gelang ihm eine Wiederanstellung im Rang eines Angestellter beim bayerischen Regierungspräsidenten in München. Zum tatsächlichen Dienstantritt kam es allerdings nicht mehr.

## Familie
Am 5. Februar 1927 heiratete er Lisa verwitwete Münch, die Tochter des Chefredakteurs und Schriftstellers Albert Herzog.

## Schriften (Auswahl)
- Der Karlsruher Rheinhafen: Eine verkehrsstatistische Studie (= Statistische und nationalökonomische Abhandlungen, Heft 5), München: Reinhardt, 1909.
- Ziele und Aufgaben der weiblichen Polizei in Deutschland, Lübeck: Deutscher Polizei-Verlag, 1928.
- Die Organisation des staatlichen Sicherheitsdienstes in Baden: Mit Ausblicken auf die Organisation anderer deutscher Polizeien, Lübeck; Berlin: Deutscher Polizei-Verlag, 1931.